# 440
Період падіння Західної Римської імперії. У Східній Римській імперії триває правління Феодосія II. У Західній правління Валентиніана III, значна частина території окупована варварами, зокрема в Іберії утворилося Вестготське королівство, а Північну Африку захопили вандали. У Китаї правління династії Лю Сун. В Індії правління імперії Гуптів. У Японії триває період Ямато. У Персії править династія Сассанідів.
На території лісостепової України Черняхівська культура. У Північному Причорномор'ї готи й сармати. Історики VI століття згадують плем'я антів, що мешкало на території сучасної України приблизно з IV сторіччя. З'явилися гуни, підкорили остготів та аланів й приєднали їх до себе.

## Події
- Військовий магістр Західної Римської імперії Флавій Аецій повернувся до Риму після успішної кампанії проти бургундів та вестготів. Його зустріли з почестями й навіть спорудили його статую.
- На дунайських кордонах Західної Римської імперії знову накопичують сили гуни.
- Вандали зі своїми союзниками: аланами, готами й маврами, висадилися на Сицилії, головному постачальнику зерна, вина й олії для Риму. Вони розграбували прибережні міста й взяли в облогу Палермо.
- Ефталіти перемістилися від Алтаю в Трансоксанію, Бактрію, Великий Хорасан, загрожуючи Персії.
- В індійському місті Наланда відкрився центр вивчення буддизму.
- Папою Римським став Лев I.